# Confederação Brasileira de Kobudô
A Confederação Brasileira de Kobudô é a entidade oficial que regulamenta a prática do Kobudô, tradições guerreiras dos Samurais, no Brasil.

## Definição de Kobudô
Kobudô (em japonês: 古武道) significa literalmente "caminho marcial antigo" ou "tradição guerreira antiga", é uma denominação genérica aos estilos de artes marciais tradicionais japonesas, fundadas anteriormente à Restauração Meiji, que aconteceu em 1868.

## Breve histórico
A CBKob, antiga Confederação Brasileira de Kenjutsu, foi fundada em 2002 pelos membros do Instituto Cultural Niten. Com a difusão da prática para vários estados brasileiros, que se deu a partir do ano 2000, sentiu-se a necessidade de formalizar a prática através de uma confederação para se adequar à legislação vigente.
O fundador do Insituto Niten, Sensei Jorge Kishikawa, é o presidente da CBKob. Possui a graduação máxima em um importante estilo de Kobudô, o Hyoho Niten Ichi Ryu, e é representante para a América do Sul de outras importantes tradições, como Shindo Muso Ryu e Tenshin Shoden Katori Shinto Ryu, entre outras.
Mestre Jorge Kishikawa é também 7º dan Kyoshi de Kendo e teve uma expressiva carreira dentro desta arte, com a conquista do penta-campeonato brasileiro consecutivo por duas vezes, vice-campeão mundial individual na categoria 4-5º dan no torneio aberto que aconteceu no mundial de Paris em 1985.

## Prática das modalidades
A CBKob segue o programa de treinamento do Instituto Niten, no qual as artes treinadas são divididas em três modalidades, Kenjutsu, Iaijutsu e Jojutsu

### Kenjutsu e Kendo
Dentro da CBKob, o estudo do Kenjutsu engloba a prática utilizando equipamentos de proteção (bogu) e os treinamentos dos katas dos estilos antigos (kobudô) existentes na Confederação.
A prática do Kenjutsu com bogu possui regulamento próprio, regido pela CBKob.
Os praticantes aprendem as diversas posturas (kamaes) de combate, e as técnicas relativas a cada uma delas. Estas técnicas são oriundas dos estilos praticados e são aplicadas no combate com bogu seguinte estritos parâmetros estabelecidos pela CBKo.
Esta prática também engloba o treinamento do Kendo, seguindo os parâmetros técnicos estabelecidos
pela CBKob.
Na parte de Katas, são praticados os estilos associados à CBKob, os katas de Kendo e também um conjunto padrão de katas da CBKob que possuem influências dos diversos estilos praticados.
Ainda sobre o Kendo, no Brasil a prática desta modalidade é regulamentada no Brasil pela CBK (Confederação Brasileira de Kendô), que por sua vez é associada à FIK (Federação Internacional de Kendô). As práticas dentro da CBKob e da CBK diferem em parâmetros técnicos e no regulamento.
Não existe ligação entre a CBK e a CBKob, são entidades independentes e sem nenhum tipo de vínculo entre elas.

### Iaijutsu
São praticados os estilos associados à CBKob e também um conjunto de katas padrão da confederação que possuem influências dos diversos estilos.

### Jojutsu e Jodô
A CBKo é representante no Brasil da Nihon Jodokai. O treinamento do Jodô, que englobam treinamento dos kihons e dos katas do jodô são feitos em todos os treinos.
A maior ênfase do treinamento se dá no estudo do Koryu, que são os katas originais do Shindo Muso Ryu, o estilo de Jojutsu que deu origem ao Jodô. Também é praticado o Jojutsu do estilo Suio Ryu.

### Outras práticas
A CBKo inclui ainda em seus eventos o treinamentos das outras armas que existem nos estilos praticados no Instituto Niten, como Naginata, Kusarigama, Jitte e Bojutsu, entre outras.

## Estilos congregados
Atualmente, os seguintes estilos são praticados dentro da Confederação Brasileira de Kobudô:
- Hyoho Niten Ichi Ryu Kenjutsu

Estilo fundado por Miyamoto Musashi e atualmente na 12ª geração de discípulos. A linhagem praticada na CBKob é a representada no Japão pelos Mestres Gosho Motoharu (Shihan 9ª geração) e seu filho e sucessor Yoshimochi Kiyoshi (12º sucessor)
- Shindo Muso Ryu Jojutsu

O estilo fundador do Jojutsu, a arte do Bastão. Foi criado por volta de 1605. Nos séculos seguintes outros estilos foram associados a ele e são ensinados juntamente ao Shindo Muso Ryu:
- Ikkaku Ryu Jittejutsu
- Isshin Ryu Kusarigamajutsu
- Uchida Ryu Tanjojutsu
Todos estes estilos são praticados dentro da CBKob. A linhagem seguida é a do Mestre Kaminoda tsunemori, considerado um dos principais mestres do estilo no Japão, e presidente da Nihon Jodokai.
Existem no Brasil outros grupos que praticam o Jodô, derivado do Shindo Muso Ryu, e não associados à CBKob.
- Tenshin Shoden Katori Shinto Ryu

Considerada a mais antigo estilo criado, o Tenshin Shoden Katori Shinto Ryu foi fundado por Iizasa Choisai Ienao em 1447. É a única tradição do Budô japonês que é considerada bunkasai, ou Tesouro Cultural Nacional, pelo Governo Japonês.
- Muso Shinden Ryu Iai

O estilo de Iai mais praticado no Japão. Foi fundado por Hayashizaki Jinsuke Minamoto-no-Shigenobu no século XVI e estruturado da forma que existe hoje por Nakayama Hakudô no início do século XX.
- Sekiguchi Ryu Battojutsu

Fundado no século XVI, originalmente como um estilo de Jujutsu (técnicas de combate desarmadas) por Sekiguchi Yarokuemon Ujishin. Seu filho mais velho, Sekiguchi Ujinari, foi seu sucessor, e adicionou as técnicas de espada, que constituíram o Iaijutsu do estilo.
A linhagem praticada na CBKob advém do mestre Gosho Motoharu, Shihan do estilo e discípulo do 14º Soke do estilo, Aoki Kikuo

## Eventos Organizados
A CBKob trabalha ativamente para a difusão do Kobudô no Brasil, com a realização de dois torneios anuais desde 2001 e com a vinda de importantes mestres japoneses das artes praticadas.
- 1º Torneio Brasileiro de Kenjutsu, Iaijutsu e Jojutsu, São Paulo, outubro de 2001 (organização Instituto Cultural Niten)
- 2º Torneio Brasileiro de Kenjutsu, Iaijutsu e Jojutsu, São Paulo, maio de 2002
- Grandes Mestres 2002 - Kaminoda Tsunemori Sensei, agosto de 2002
- 1º Torneio Brasileiro por Equipes de Kenjutsu, Iaijutsu e Jojutsu, São Paulo, agosto de 2002
- Grandes Mestres 2003 - Baba Kinji Sensei, fevereiro 2003
- 3º Torneio Brasileiro Individual de Kenjutsu, Iaijutsu e Jojutsu, São Paulo, maio de 2003
- 2º Torneio Brasileiro por Equipes de Kenjutsu, Iaijutsu e Jojutsu, São Paulo, dezembro de 2003
- Torneio Samurai 2004, São Paulo, maio de 2004
- 3º Torneio Brasileiro por Equipes de Kobudô, Rio de Janeiro, outubro de 2004
- 4º Torneio Brasileiro Individual de Kobudô, Campinas, maio de 2005
- Grandes Mestres 2005 - Kaminoda Tsunemori Sensei, agosto de 2005
- 4º Torneio Brasileiro por Equipes de Kobudô, Piracicaba, dezembro de 2005
- 5º Torneio Brasileiro Individual de Kobudô, Belo Horizonte, maio de 2006
- 5º Torneio Brasileiro por Equipes de Kobudô, Santos, outubro de 2006
- 6º Torneio Brasileiro Individual de Kobudô, Brasília, maio de 2007
- 6º Torneio Brasileiro por Equipes de Kobudô, Ibiúna, outubro de 2007
- 7º Torneio Brasileiro Individual de Kobudô, São Paulo, maio de 2008
- 7º Torneio Brasileiro por Equipes de Kobudô, Rio de Janeiro, outubro de 2008
- Grandes Mestres 2009 - Baba Kinji Sensei, Mutsuo Ouchi Sensei e comitiva Kokushikan, abril e maio de 2009
- 8º Torneio Brasileiro de Kobudô, Campinas, outubro de 2009
- 9º Torneio Brasileiro Individual de Kobudô, Ribeirão Preto, maio de 2010
- 9º Torneio Brasileiro por Equipes de Kobudô, Guarulhos, outubro de 2010
- 10º Torneio Brasileiro Individual de Kobudô, Belo Horizonte, maio de 2011
- 10º Torneio Brasileiro por Equipes de Kobudô, Guarulhos, outubro de 2011
- 11º Torneio Brasileiro Individual de Kobudô, São Paulo, abril de 2012
- 11º Torneio Brasileiro por Equipes de Kobudô, São Paulo, outubro de 2012